# یوکو شیوکاوا
یوکو شیوکاوا (به لاتین: Yūko Shiokawa) (زادهٔ ۱ ژوئن ۱۹۴۶) نوازندهٔ ویولن کلاسیک اهل ژاپن است.
او عموماً آثار کلاسیک را اجرا می‌کند.

## زندگی حرفه‌ای
یوکو شیوکاوا در توکیو به دنیا آمد. آموزش ویولن را در ۵ سالگی آغاز کرد. در سال ۱۹۵۷ خانواده‌اش به پرو مهاجرت کردند و او آنجا مدتی نزدِ اویگن کرِمِر (Eugen Cremer) آموزش دید و به اجرا در کنسرت پرداخت. در سال ۱۹۶۳ دورهٔ پیش‌رفتهٔ نوازندگی ویولن کلاسیک را نزدِ ویلهلم اشتروس (Wilhelm Stross) در مونیخ گذراند و در ۱۹۶۸ نیز نزدِ شاندور وِگ (Sándor Végh) شاگردی کرد.
شیوکاوا در ۱۹ سالگی موفق به دریافتِ «بورس تحصیلیِ مندلسون» (به آلمانی: Mendelssohn-Stipendium) شد.
در سال ۱۹۶۷، رافائل کوبلیک به شیوکاوا اجازه داد تا با ویولن «استرادیواریوس» (Stradivarius) متعلق به پدرش، یان کوبلیک، بنوازد؛ ویولنی به نام "Emperor ex Gillot" که در ۱۷۱۵ ساخته شده‌است. او تا سال ۲۰۰۰ به نواختنِ این ساز ادامه داد.
یوکو شیوکاوا همسر سِر آندراش شیف، موسیقی‌دان و نوازندهٔ نامدار پیانو اهل مجارستان است.